# Rangers International Football Club
O Rangers International Football Club, conhecido popularmente como Enugu Rangers, é um clube de futebol da Nigéria, da cidade de Enugu. Suas cores são vermelho e branco.

## Títulos
| CONTINENTAIS | CONTINENTAIS         | CONTINENTAIS | CONTINENTAIS                                    |
|              | Competição           | Títulos      | Temporadas                                      |
| ------------ | -------------------- | ------------ | ----------------------------------------------- |
| Africa       | Recopa da CAF        | 1            | 1977                                            |
| NACIONAIS    |                      |              |                                                 |
|              | Competição           | Títulos      | Temporadas                                      |
| Nigéria      | Campeonato Nigériano | 08           | 1971, 1974, 1975, 1977, 1981, 1982, 1984, 2016. |
| Nigéria      | Copa da Nigéria      | 06           | 1974, 1975, 1976, 1981, 1983 e 2018.            |

Liga dos Campeões da CAF
- vice-campeão: 1975.

## Tenporadas Africanas na CAF
Liga dos Campeões da CAF
10 aparições
- 1971  - quartas-de-final
- 1975  - finalista
- 1976  - semifinais
- 1978  - Meias-finais
- 1982  - Meias-finais
- 1983  - Primeira Rodada
- 1985  - Segunda Rodada
- 2006  - Primeira Rodada
- 2013  - segunda rodada
- 2017  - primeira rodada

Taça das Confederações da CAF4 aparições
- 2004  - Fase de Grupos
- 2005  - Rodada Intermediária
- 2013  - Rodada Intermediária
- 2017  - Rodada de Playoff

Taça CAF2 aparições
- 1996  - Segunda Rodada
- 2003  - Meias-finais

Recopa Africana2 aparições
- 1977  - Campeão
- 1984  - quartas-de-final